# 植村家顯
植村 家顯（うえむら いえあき、1944年（昭和19年）1月25日 - ）は日本の実業家。東京ガスケミカル元社長。東京ガス元執行役員。旧大和高取藩第17代当主。次男はレゲエグループ・湘南乃風のSHOCK EYE（本名：植村家浩）。

## 経歴
東京都出身。旧大和高取藩16代目・植村家隆（元子爵、日本生命元専務取締役）の長男として生まれる。1966年（昭和41年）学習院大学理学部卒業、1968年（昭和43年）同大学院修士課程修了。同年、野村総合研究所に入社。
1987年（昭和62年）東京ガスに転じ、1994年（平成6年）研究開発部フロンティアテクノロジー研究所長、2000年（平成12年）6月取締役に就任し、研究開発部長を兼任。2001年（平成13年）6月R&D企画部長委嘱、2002年（平成14年）6月執行役員。2003年（平成15年）6月退任し、東京ガスケミカル社長に就任。

## 人物
趣味はゴルフ・料理。宗教は天台宗。

## 家族
出典が無い限り、『平成新修旧華族家系大成』上巻, p. 239参照。
- 妻・恵子（1949年（昭和24年）8月23日生） 
慶應義塾大学法学部法律学科卒[2]。大杉束・國子の次女[2]。
- 長男・家政（1975年（昭和50年）12月12日生）
- 次男・家浩（SHOCK EYE）(1976年（昭和51年）12月14日生）
- 三男・家敏（1981年（昭和56年）6月25日生）